# Claverack College

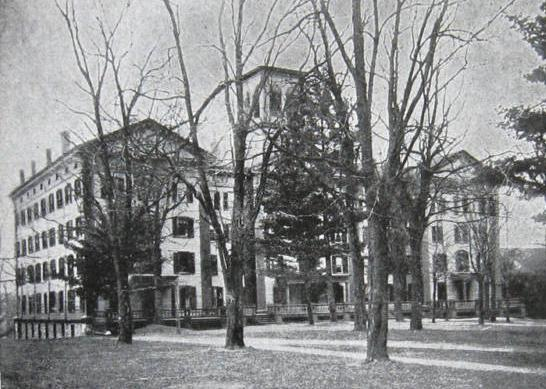
Campus des Claverack College

Das Claverack College, auch bekannt als Washington Seminary und Hudson River Institute, war eine koedukative Internatsschule in Claverack, New York, Vereinigte Staaten. Sie war von 1779 bis 1902 in Betrieb.

## Geschichte
Die Schule wurde während der Amerikanischen Revolution im Jahr 1779 von Rev. John Gabriel Gebhard, dem Pastor der Reformed Dutch Church of Claverack, als Washington Seminary gegründet. Im Jahr 1830 wurde die Schule in Claverack Academy umbenannt und 1854 wurde sie in Claverack College (eine quasi-militärische Akademie für Jungen) und Hudson River Institute (eine Schule für Mädchen) umgewandelt.
Im Februar 1890 veröffentlichte einer der Schüler namens Stephen Crane, der später ein prominenter Autor wurde, seinen ersten Artikel im Claverack College, Vidette über die Suche des Entdeckers Henry M. Stanley nach dem englischen Missionar David Livingstone in Afrika.
In den 1870er Jahren war es nicht ungewöhnlich, dass die Männer von Claverack die Frauen des Hudson River Institute heirateten. Eine solche Ehe war die von Edward George Johnson, Sohn eines Geschäftsmannes aus Manhattan, und Eugenia Ramacciotti, Tochter von Francis Ramacciotti. Das Schulgeld betrug im Jahr 1875 400 US-Dollar pro Jahr, was dem Jahresgehalt der meisten Menschen entsprach. Der 8,9 Hektar große Campus befand sich auf der Ostseite des heutigen NY 9H, südlich der Reformed Dutch Church of Claverack.
Das Claverack College schloss im Jahr 1902. Nach seiner Schließung wurde das Land aufgeteilt und verkauft und die Gebäude abgerissen. Das George Felpel House, das sich derzeit auf der westlichen Hälfte des Grundstücks befindet, verwendet einige der Steine der Schulgebäude.

## Bekannte Absolventen

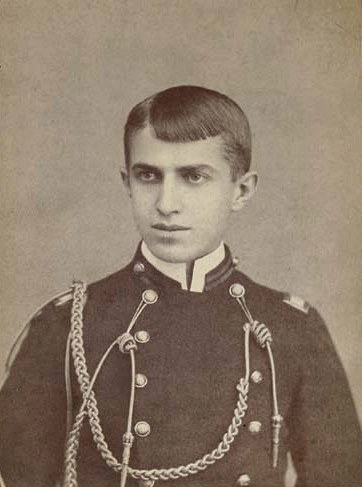
Kadett Stephen Crane in Uniform im Alter von 17 Jahren

- Richard M. Blatchford, US-amerikanischer General im Ersten Weltkrieg
- John Clum, Apache-Indianeragent, Verleger von The Tombstone Epitaph, Bürgermeister von Tombstone, Arizona, und Freund von Virgil und Wyatt Earp.
- Stephen Crane (1871–1900), Autor (sagte, dass seine Zeit in Claverack zu den glücklichsten in seinem Leben gehörte)
- William Knight, Geschäftsmann und gewählter Beamter in Wisconsin
- Killian Miller (1785–1859), US-amerikanischer Abgeordneter
- Robert H. Morris (1808–1855), Bürgermeister von New York City
- Margaret Sanger (1879–1966), Frauenrechtsaktivistin
- Martin Van Buren (1782–1862), 8. Präsident der Vereinigten Staaten
- John P. Van Ness (1770–1846), US-amerikanischer Abgeordneter und General
- William P. Van Ness, US-amerikanischer Bundesrichter
- Cornelius P. Van Ness (1782–1852), Gouverneur von Vermont
- Jacob Rutsen Van Rensselaer (1767–1835), New Yorker Staatssekretär und General
- Ada Josephine Todd (1858–1904), Autorin und Pädagogin
- Alexander Russell Webb (1846–1916), US-Botschafter auf den Philippinen, früher amerikanischer Muslim.